# 米德韋 (阿肯色州拉法葉縣)
米德韋（英語：Midway）是位於美國阿肯色州拉法葉縣的一個非建制地區。該地的面積和人口皆未知。

## 地理
米德韋的座標為33°27′42″N 93°37′30″W / 33.46167°N 93.62500°W，而該地的平均海拔高度為89米（即292英尺）。